# Barbara Askins

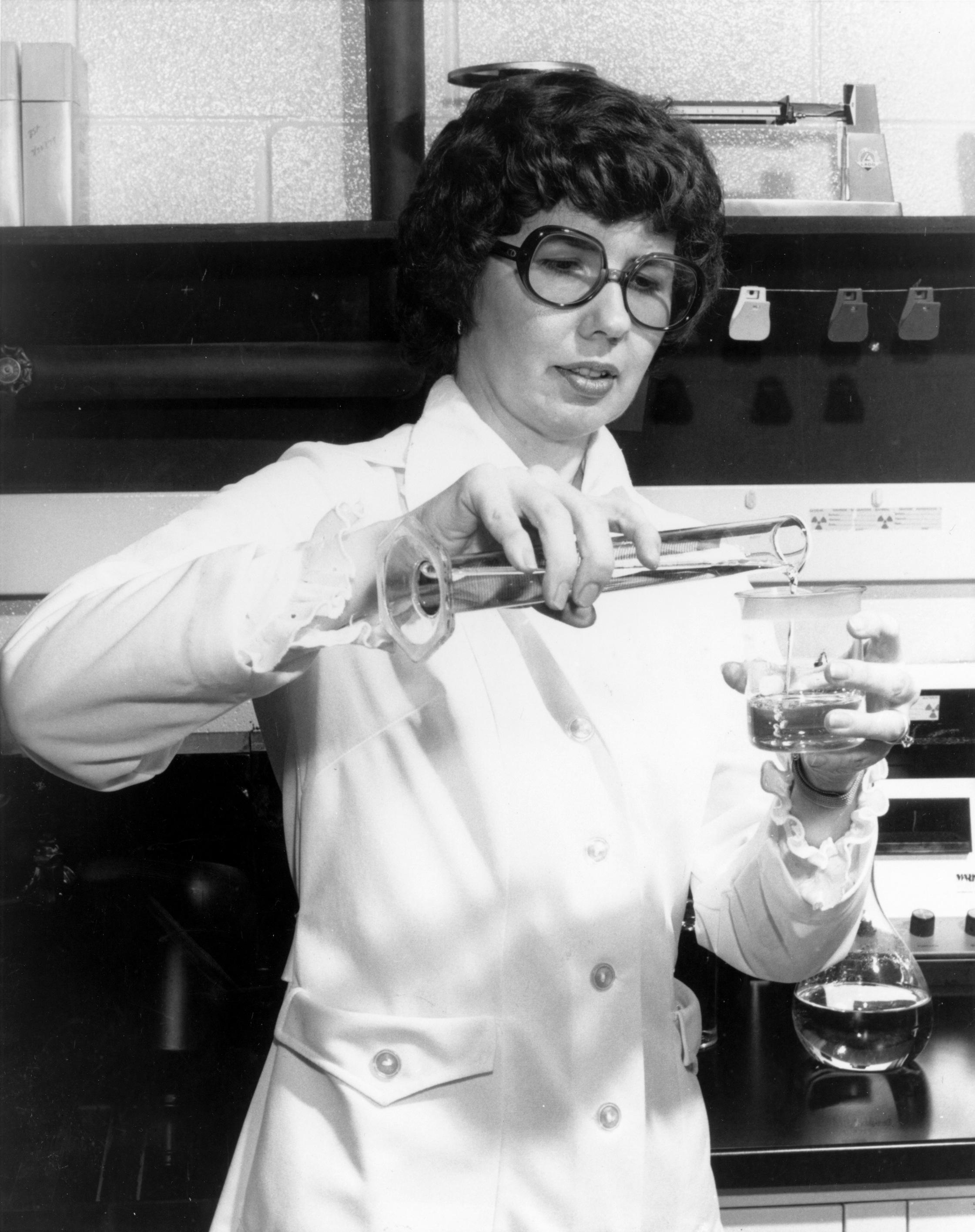
Barbara Askins, 1977

Barbara S. Askins (* 1939 in Belfast, Tennessee) ist eine US-amerikanische Chemikerin. Sie ist für ihre Erfindung zur Verbesserung unterbelichteter Fotonegative bekannt. Diese Entwicklung wurde von der NASA und der medizinischen Industrie genutzt und brachte Askins 1978 den Titel National Inventor of the Year ein.

## Kindheit und Studium
Askins war zuerst Lehrerin. Nachdem ihre beiden Kinder eingeschult worden waren, nahm sie ihr Chemie-Studium wieder auf. Sie erwarb einen Bachelor und einen Master-Abschluss in Chemie von der University of Alabama in Huntsville. Im Jahr 1975 trat sie in das Marshall Space Flight Center der NASA ein.

## Forschung und Karriere
Askins hat ein Verfahren erfunden, bei dem „Bilder auf entwickelten fotografischen Emulsionen erheblich verstärkt werden können, indem das Bildsilber radioaktiv gemacht und eine zweite Emulsion dieser Strahlung ausgesetzt wird“. Der daraus resultierende Abzug, ein so genannter Autoradiogramm, reproduziert das Bild mit einer deutlichen Steigerung von Dichte und Kontrast. Ihre Erfindung verbesserte unterbelichtete Emulsionen und erweiterte die Grenzen des fotografischen Nachweises. Sie machte das Unsichtbare in Fotos sichtbar, die sonst unbrauchbar gewesen wären. Dies wurde für unterbelichtete Weltraumbilder genutzt, insbesondere solche, die tief in den Weltraum blicken, oder solche, die die Geologie anderer Körper in unserem Sonnensystem beleuchten.
Askins Erfindung führte zu Verbesserungen bei der Entwicklung von Röntgenbildern. Medizinische Bilder, die zu 96 Prozent unterbelichtet waren, wurden plötzlich lesbar. Ärzte konnten daraufhin die Röntgenstrahlung, die sie ihren Patienten bei Routine- oder Notfalluntersuchungen verabreichten, drastisch reduzieren. Askins Verfahren wurde später auch bei der Restaurierung alter Fotografien eingesetzt. Ihre Erfindung wurde im Jahre 1978 in den Vereinigten Staaten (US-Patent 4,101,780) und weiteren Ländern patentiert.

## Preise und Auszeichnungen
Im Jahr 1978 wurde Askins von der Association for Advancement of Inventions and Innovations zum National Inventor of the Year ernannt. Sie war die erste Frau, der diese Ehre zuteilwurde.
Askins ist Mitglied der American Chemical Society, der Sigma Xi Honorary Research Society, der American Association for the Advancement of Science und der World Future Society.